# Aeroporto Internazionale di Bangkok-Suvarnabhumi
L'Aeroporto Internazionale di Bangkok-Suvarnabhumi (in thailandese ท่าอากาศยานสุวรรณภูมิ, Tha-akatsayan Suwannaphum, [tʰâː.ʔāː.kàːt̚.sā.jāːn.sùʔ.wān.nā.pʰūːm] ; dal sanscrito: सुवर्णभूमि; IAST: Suvarṇabhūmi, lett. "terra d'oro"; IATA: BKK, ICAO: VTBS) è il principale aeroporto della Thailandia e uno dei più importanti del Sud-Est Asiatico. Si trova nel tambon Racha Thewa, parte del distretto di Bang Phli in Provincia di Samut Prakan, nella periferia est di Bangkok.

## Descrizione
L'aeroporto, dotato di diversi terminal, è l'hub della Thai Airways International, Bangkok Airways, Orient Thai Airlines e PBair, è utilizzato come hub-secondario dalla China Airlines, Cathay Pacific, Emirates Airline, EVA Air, Indian Airlines e SriLankan Airlines.
L'aeroporto di Bangkok, uno dei più trafficati del Sud-Est Asiatico, è stato sino al 2006 il Don Mueang. La costruzione del nuovo aeroporto Suvarnabhumi, nella zona a sud-est della città, è iniziata nel 2002 ed è terminata nel 2006. Quest'opera costata cifre da capogiro è diventata il simbolo della corruzione dell'amministrazione del primo ministro Thaksin Shinawatra, che ha portato al colpo di Stato pacifico del settembre 2006. Dopo un primo periodo, sino a fine 2006, dove sia i voli interni che internazionali erano tutti ospitati nel nuovo aeroporto Suvarnabhumi a partire dal 2007, per questioni logistiche, parte dei voli interni è stata nuovamente riportata nel vecchio aeroporto Don Mueang.
L'aeroporto di Bangkok Suvarnabhumi ospita la più alta torre di controllo al mondo (132 metri) e il secondo terminal più ampio al mondo dopo quello dell'aeroporto di Hong Kong.

## Trasporti
Il 23 agosto 2010 è stato inaugurato l'Airport Rail Link, ferrovia sopraelevata che collega l'aeroporto con il centro di Bangkok, e in particolare con la stazione Petchaburi della metropolitana, e con la stazione Phaya Thai della linea verde dei treni sopraelevati Bangkok Skytrain.
Dall'aeroporto si possono prendere direttamente gli autobus Airport Express che percorrono 4 linee diverse e permettono di raggiungere punti nevralgici della città.
In alternativa si può usufruire gratuitamente degli autobus navetta, gli Shuttle bus, fino al vicino Centro trasporti, e da qui si possono prendere, a prezzi più contenuti, i normali autobus urbani di linea, nonché altri autobus extraurbani per località famose come ad esempio Pattaya.
L'aeroporto è collegato alla rete autostradale tramite l'autostrada 7 Bangkok-Ban Chang.

## Statistiche
Questo grafico non è disponibile a causa di un problema tecnico.
Si prega di non rimuoverlo.
Vedi la query Wikidata di origine.